# 장자강

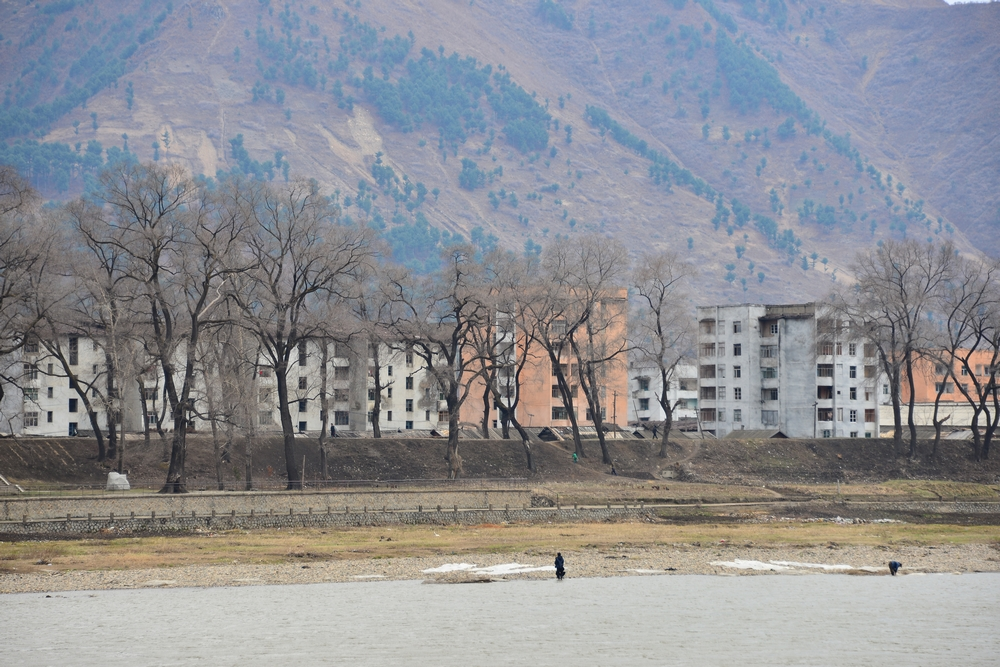

장자강(將子江)은 자강도에 있는 강으로 옛 이름은 독로강(禿魯江)이다. 압록강의 지류이고, 길이 238km, 유역면적 5,207km2이다.
자강도 룡림군 랑림산과 웅어수산 사이의 광성령(廣城嶺) 서쪽 사면에서 발원하여 강계시까지 북류하다가 서쪽으로 방향을 바꾸어 위원군 고보리에서 압록강으로 흘러든다.